# Riva Aquarama
Pour les articles homonymes, voir Riva.
Un Riva Aquarama est un modèle de bateau runabout de prestige emblématique, du constructeur italien Riva, construit entre 1962 et 1996 à 797 exemplaires,.

## Histoire
Conçu par Carlo Riva (fondateur de la marque Riva en 1950) l'Aquarama est dérivé du modèle Riva Tritone, avec solarium matelassé à l’arrière, motorisé par deux moteurs V8 de 2 x 175 à 2 x 350 ch, pour des vitesses de pointes de près de 45 nœuds,.

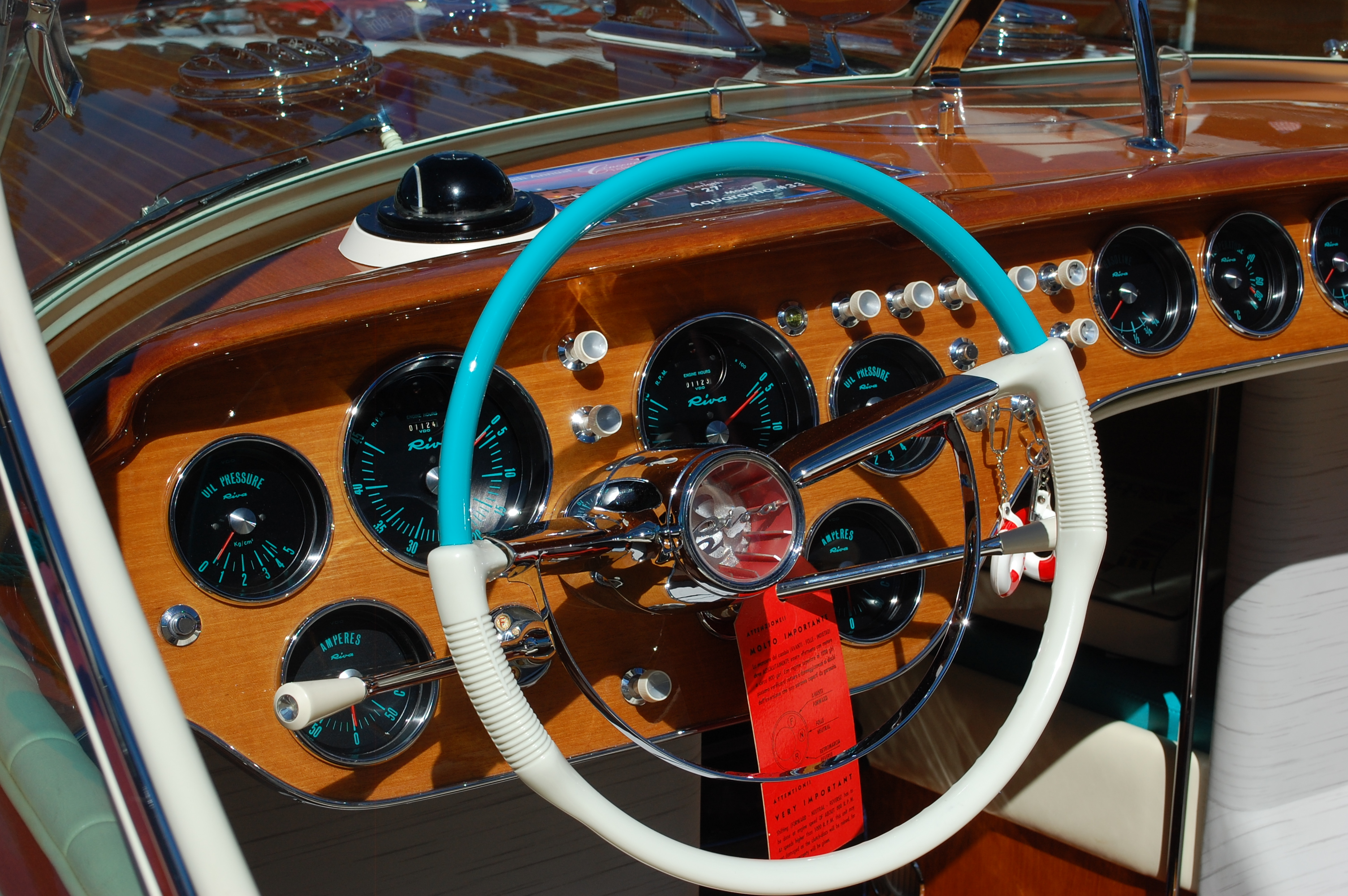
Tableau de bord Super Aquarama
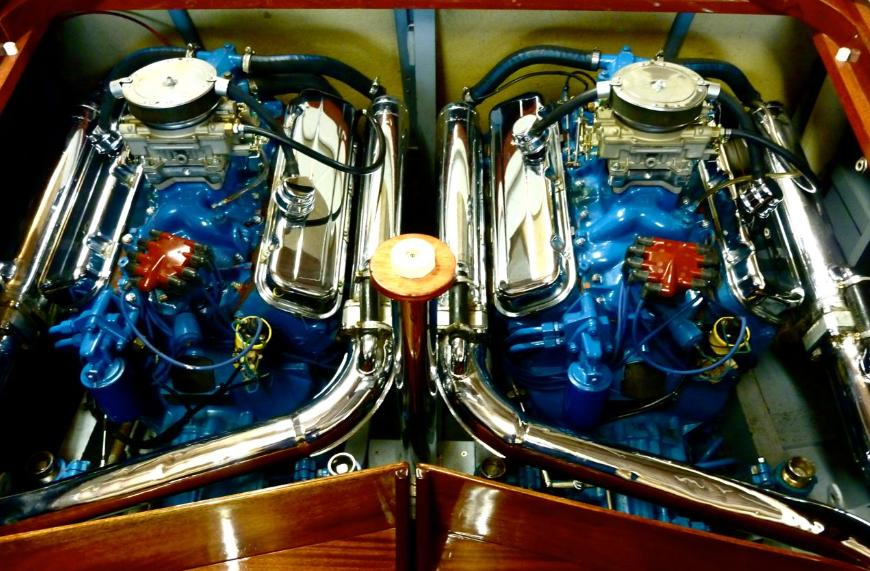
Double moteur V8 de 7 L de Super Aquarama
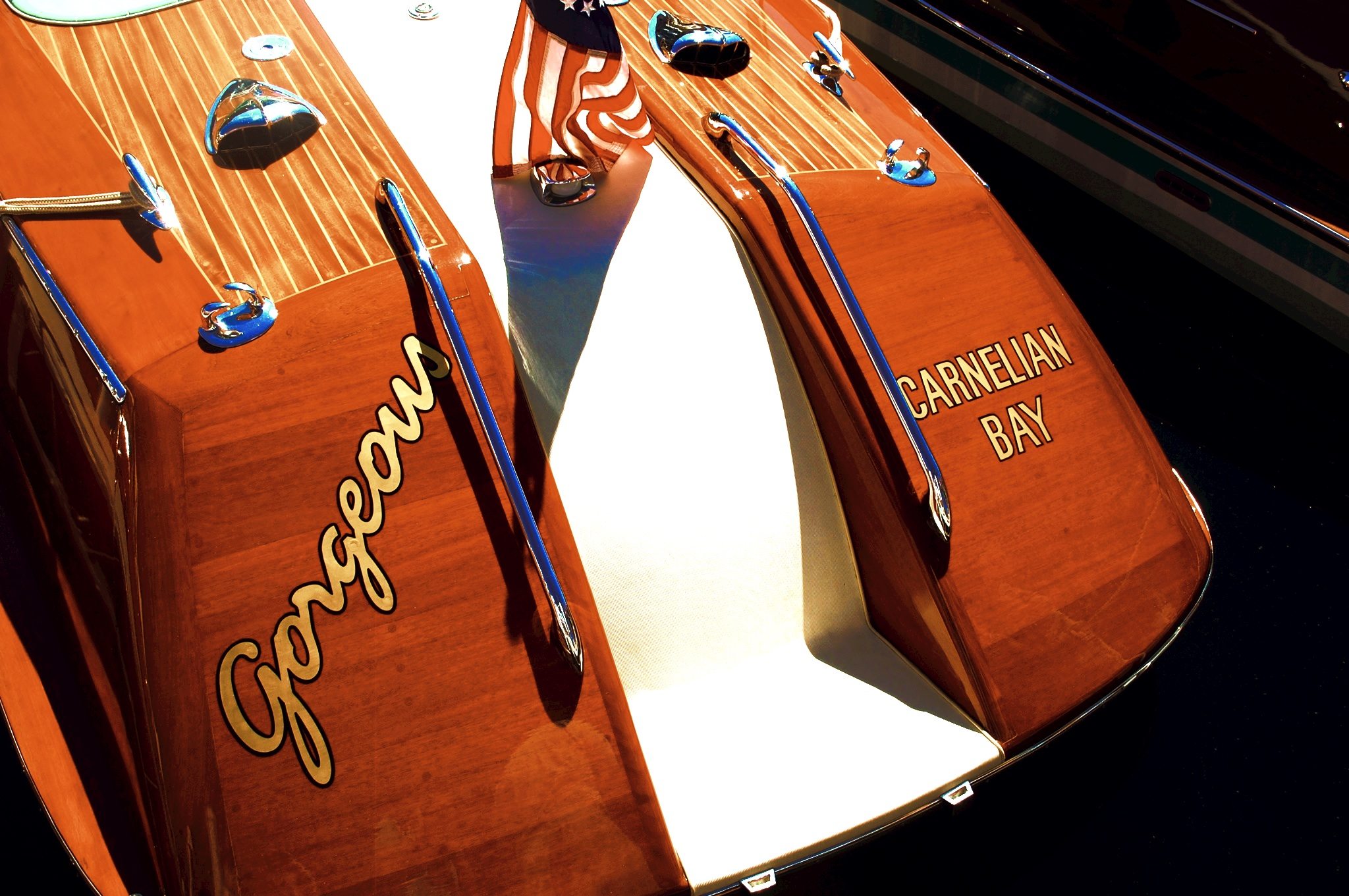
Poupe Aquarama Special

Riva construit artisanalement une vingtaine d'Aquarama par an, en particulier pour de nombreuses célébrités de la jet set méditerranéenne (Italie, Venise, Côte d'Azur...) dont Gunter Sachs, ou Giovanni Agnelli...
En 1968 Ferruccio Lamborghini (fondateur de Lamborghini en 1963) se fait fabriquer un modèle unique de Riva Aquarama Lamborghini à double moteur V12 4.0 L de 2 x 350 ch de Lamborghini 350 GT,, pour une vitesse de pointe de 48 nœuds,.

## Modèles
- Aquarama (1962-1972) 281 exemplaires
- Aquarama Lungo (1972) 7 ex
- Super Aquarama (1963-1971) 203 ex
- Aquarama Special (1972–1996) 277 ex
- Aquarama Lamborghini (1968) modèle unique à double moteur V12 Lamborghini 350 GT de 2 x 350 ch[10].

Quelques variantes
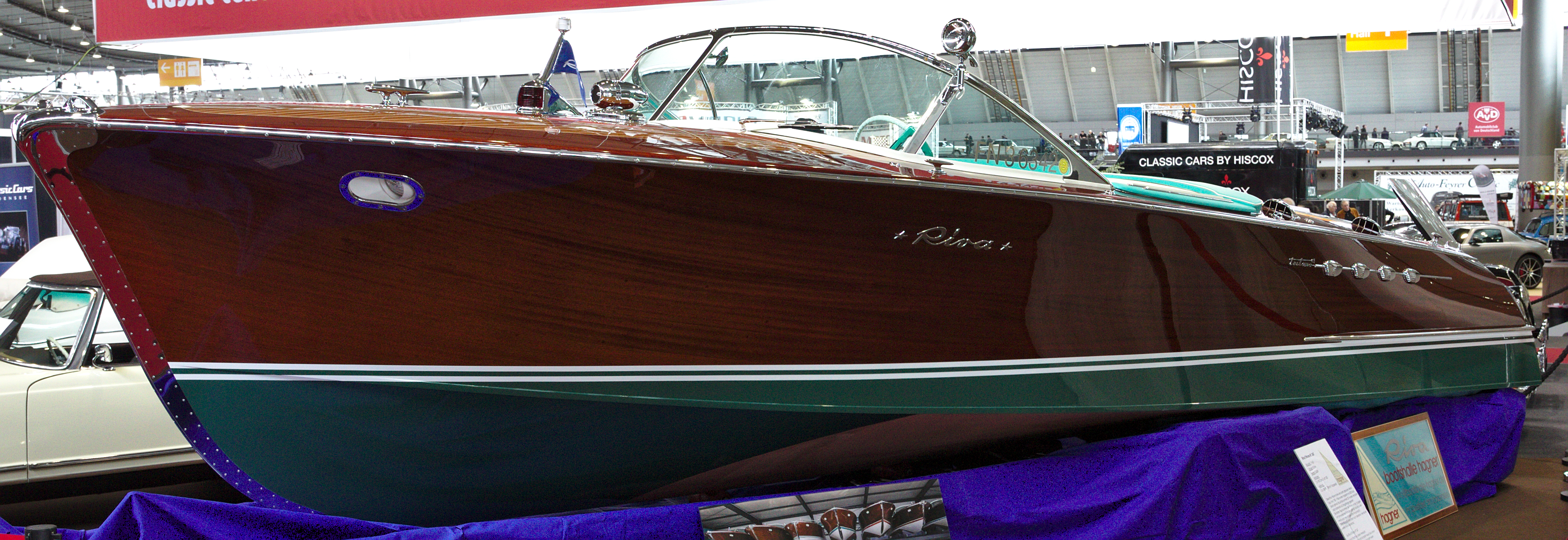
Riva Tritone
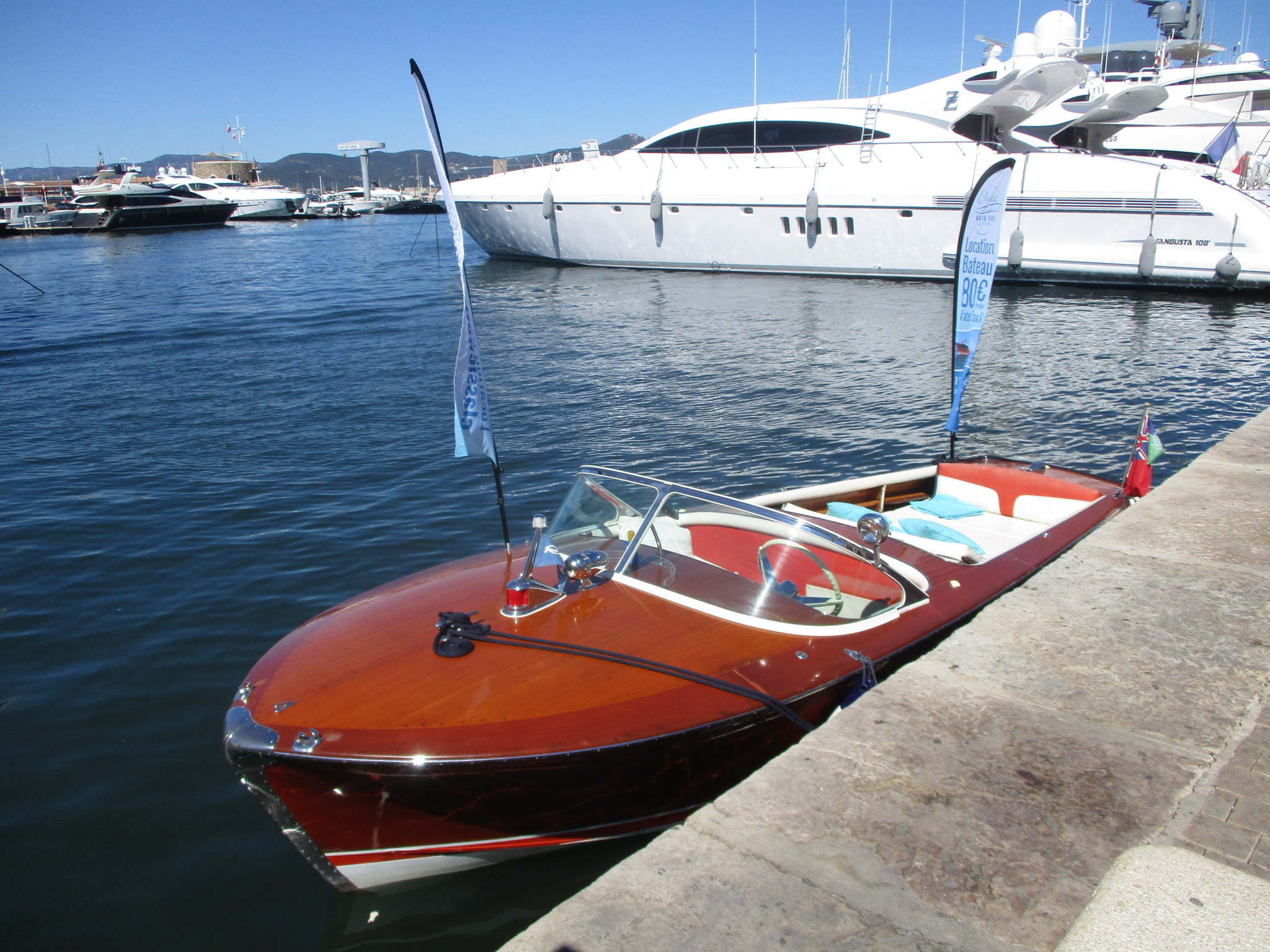
Riva Super Florida
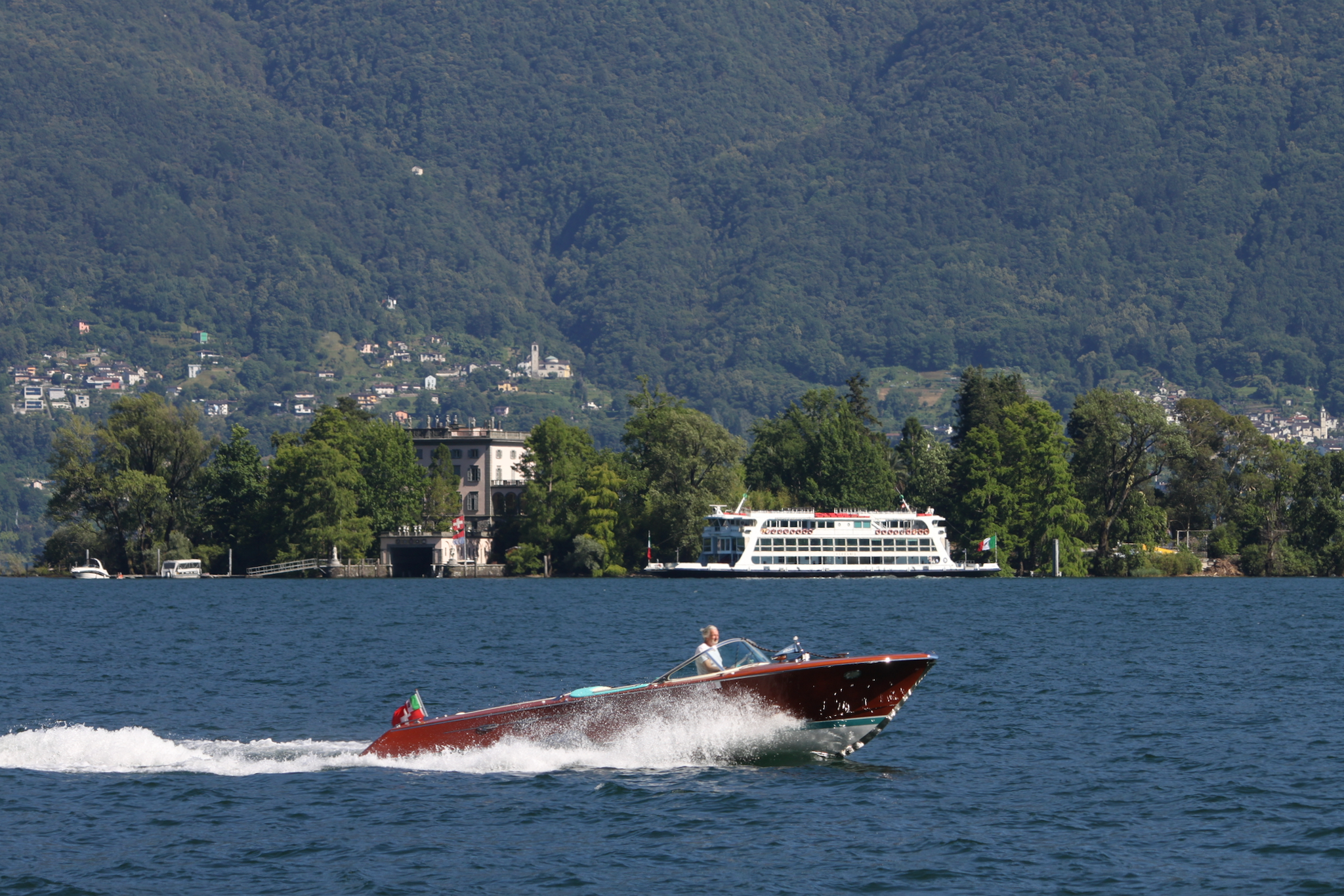
Lac Majeur

## Au cinéma
- 1995 : GoldenEye, de Martin Campbell (James Bond 007)[11],[12].
- 2004 : Ocean's Twelve, Aquarama Special piloté par Vincent Cassel[13].
- 2012 : publicité Parfums Christian Dior, Aquarama Special piloté par l'acteur Jude Law[14].